# Плиска строката
Плиска строката (Motacilla aguimp) — вид горобцеподібних птахів родини плискових (Motacillidae).

## Назва
Видова назва aguimp з французької мови перекладається як «з вухами».

## Поширення
Вид поширений в Афротропіці. Трапляється від Гвінеї та півдня Єгипту до ПАР. Населяє субтропічні або тропічні сезонно вологі або затоплені низинні луки, річки та, іноді, прісноводні болота.

## Спосіб життя
Мешкає на відкритих просторах, на сезонно затоплюваних луках, уздовж піщаних берегів водойм, у сухих місцях біля джерел води поблизу населених пунктів. Моногамний, територіальний, буває зазвичай до трьох виводків на рік, самиця відкладає 2–5 яєць. Харчується комахами та іншими дрібними безхребетними, пуголовками, дрібною рибою, насінням трав і залишками людської їжі.

## Підвиди
Виділяють два підвиди:
- M. a. aguimp — ПАР, Лесото, південь Намібії;
- M. a. vidua — решта ареалу.